# Parafia św. Wojciecha w Bielinach
Parafia św. Wojciecha w Bielinach – parafia rzymskokatolicka należąca do dekanatu Ulanów diecezji sandomierskiej. Została utworzona w 1241 roku. Prowadzą ją księża diecezjalni.
Kościół parafialny św. Wojciecha został zbudowany w latach 1763–1770. Znajduje się w nim ponad 90 relikwii różnych świętych, w tym świętego Wojciecha, św. Jana z Dukli, św. Stanisława ze Szczepanowa, św. Andrzeja Boboli, św. Stanisława Kostki, św. Maksymiliana Kolbego, św. Marii Goretti, św. Jana Bosco, św. Dominika Savio, św. męczennika Korneliusza, św. Barbary, św.Anny, św. Klemensa, św. Rity, bł. ks. Jerzego Popiełuszki oraz innych. Dekretem bp. Wacława Świerzawskiego z 1997 roku kościół św. Wojciecha został podniesiony do rangi Sanktuarium.
Na zabytkowym cmentarzu parafialnym z 1810 roku mieszczą się mogiły wojenne: powstańca z 1863 roku i partyzantów AK i Batalionów Chłopskich.
W latach 1939–1956 siostry dominikanki z bielińskiego klasztoru dawały schronienie partyzantom Oddziału Leśnego NOW AK „Ojca Jana”.

## Zasięg parafii
Do parafii należą wierni z miejscowości: Bieliny, Bieliniec, Bukowina, Glinianka, Wólka Bielińska.